# 安慶府

安徽省の安慶府の位置（1820年）

安慶府（あんけいふ）は、中国にかつて存在した府。宋代から民国初年にかけて、現在の安徽省安慶市一帯に設置された。

## 概要
1147年（紹興17年）、南宋により舒州が安慶軍と改められた。1195年（慶元元年）、安慶軍は安慶府に昇格した。安慶府は淮南西路に属し、懐寧・桐城・太湖・宿松・望江の5県と同安監を管轄した。
1276年（至元13年）、元により安慶府は安慶安撫司と改められた。1277年（至元14年）、安慶安撫司は安慶路総管府と改められた。安慶路は河南江北等処行中書省に属し、録事司と懐寧・桐城・潜山・太湖・宿松・望江の6県を管轄した。1361年、朱元璋により安慶路は安慶府と改められた。
明のとき、安慶府は南直隷に属し、懐寧・桐城・潜山・太湖・宿松・望江の6県を管轄した。
清のとき、安慶府は安徽省に属し、懐寧・桐城・潜山・太湖・宿松・望江の6県を管轄した。
1913年、中華民国により安慶府は廃止された。